# Lyssomanes blandus
Lyssomanes blandus là một loài nhện trong họ Salticidae.
Loài này thuộc chi Lyssomanes. Lyssomanes blandus được Peckham & Wheeler miêu tả năm 1889.